# Зейлер, Георг Фридрих
Георг Фридрих Зейлер (нем. Georg Friedrich Seiler; 1733, Кройссен —1807) — немецкий богослов.

## Биография
Профессор университета и пастор в Эрлангене. В своих богословских поисках несколько уклонился от принятого в евангелической церкви учения.

### Его сочинения
- «Der Geist und die Gesinnungen des vernünftmässigen Christentums zur Erbauung» (1779);
- «Kurze Geschichte der geoffenbarten Religion» (9 изд., 1800);
- «Religion der Unmündigen» (1775);
- «Über die Gottheit Christi, für Gläubige und Zweifler» (1775);
- «Das Zeitalter der Harmonie der Vernunft und der biblischen Religion, eine Apologie des Christentums gegen Thomas Payne» (1802).